# Episynlestes albicaudus
Episynlestes albicaudus – gatunek ważki z rodziny Synlestidae. Zamieszkuje wschodnią Australię.